# Nokbeon (métro de Séoul)
Nokbeon (en coréen : 녹번역) est une station de la ligne 3 du métro de Séoul. Elle est située sur la Tongil-ro, dans l'arrondissement Eunpyeong-gu à Séoul en Corée du Sud.

## Situation sur le réseau

Plan du réseau (2023)

## Histoire
La station Nokbeon est mise en service le 12 juillet 1985.

## Services aux voyageurs

### Desserte

Installations
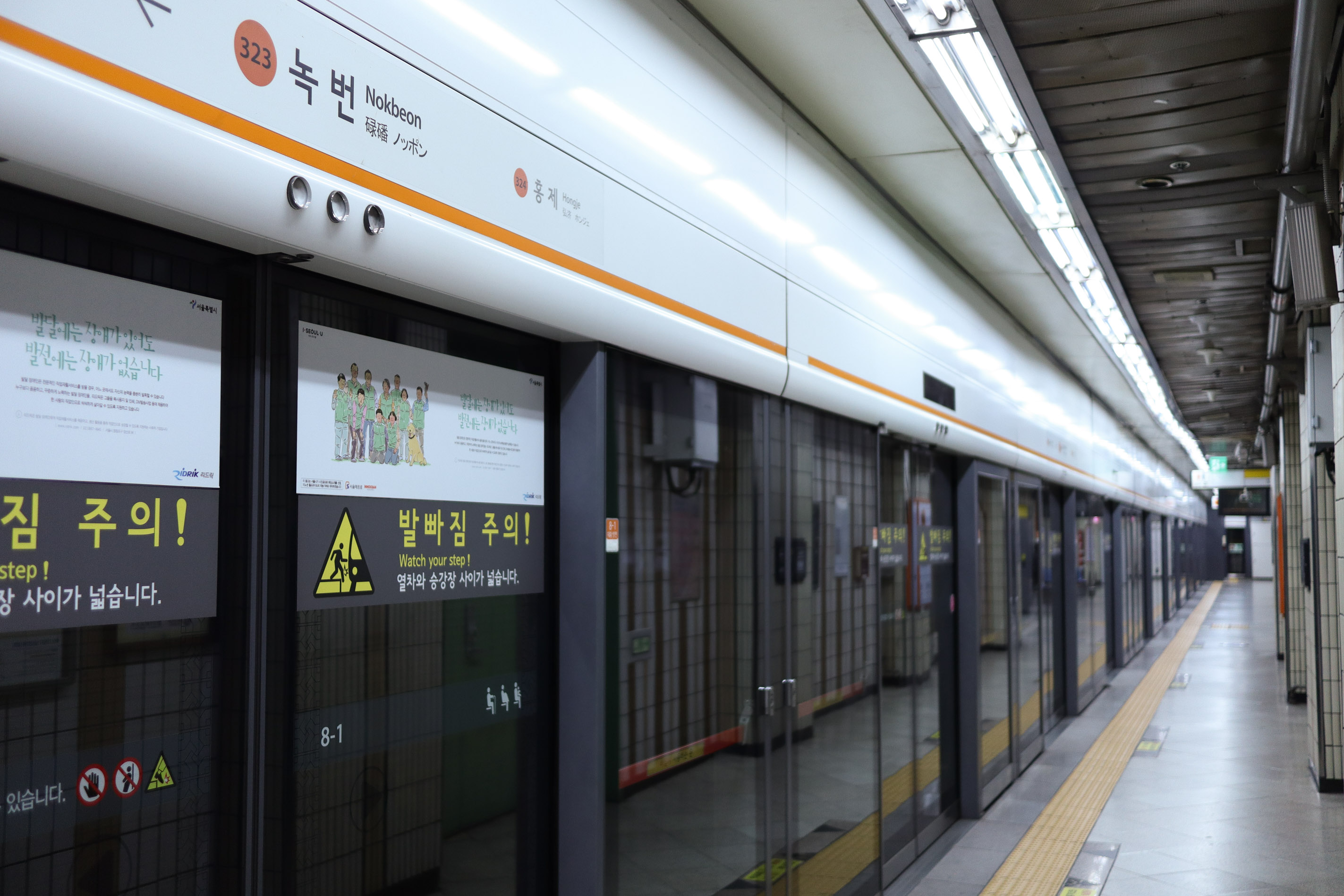
En 2021.
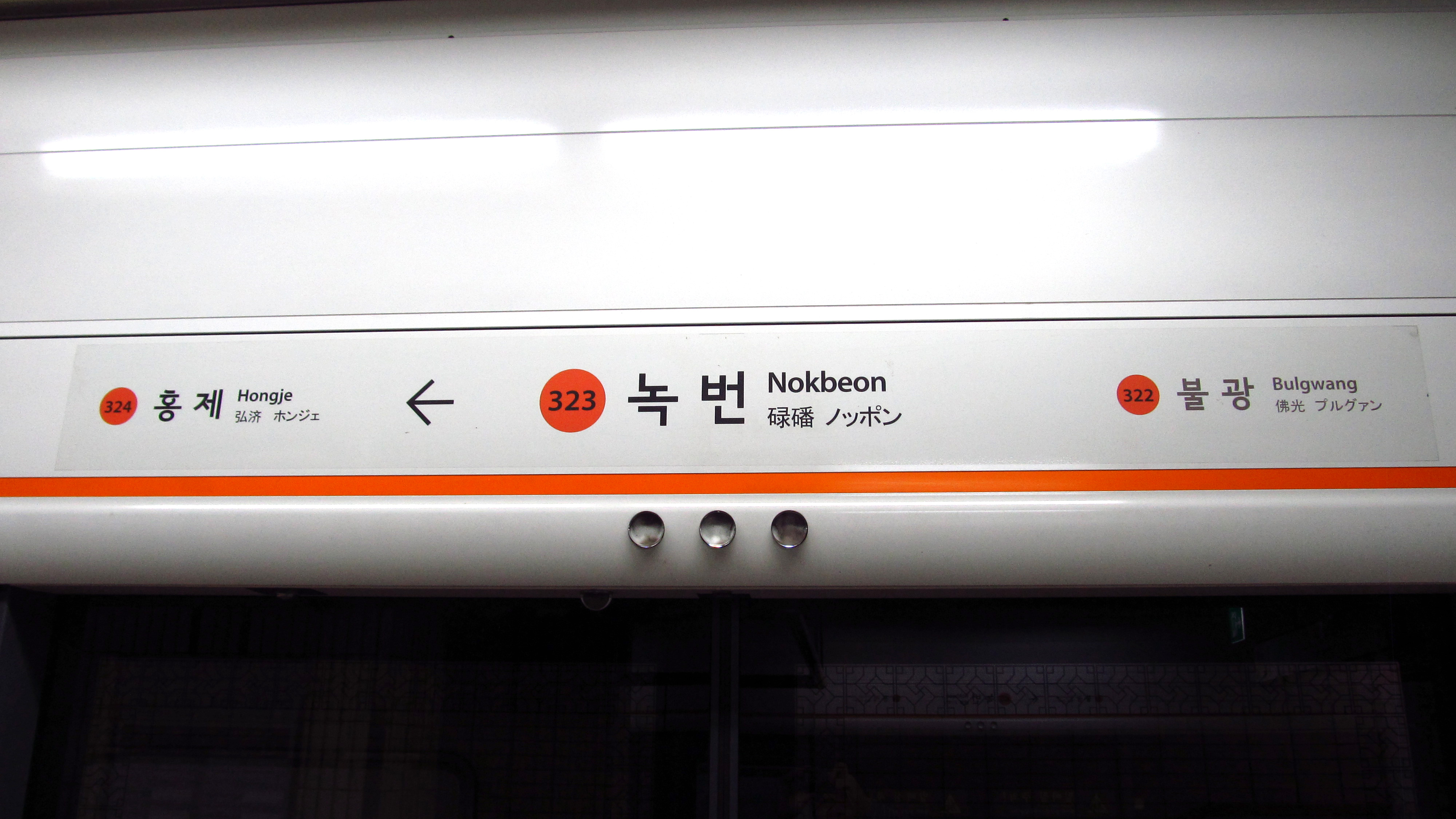
En 2019.
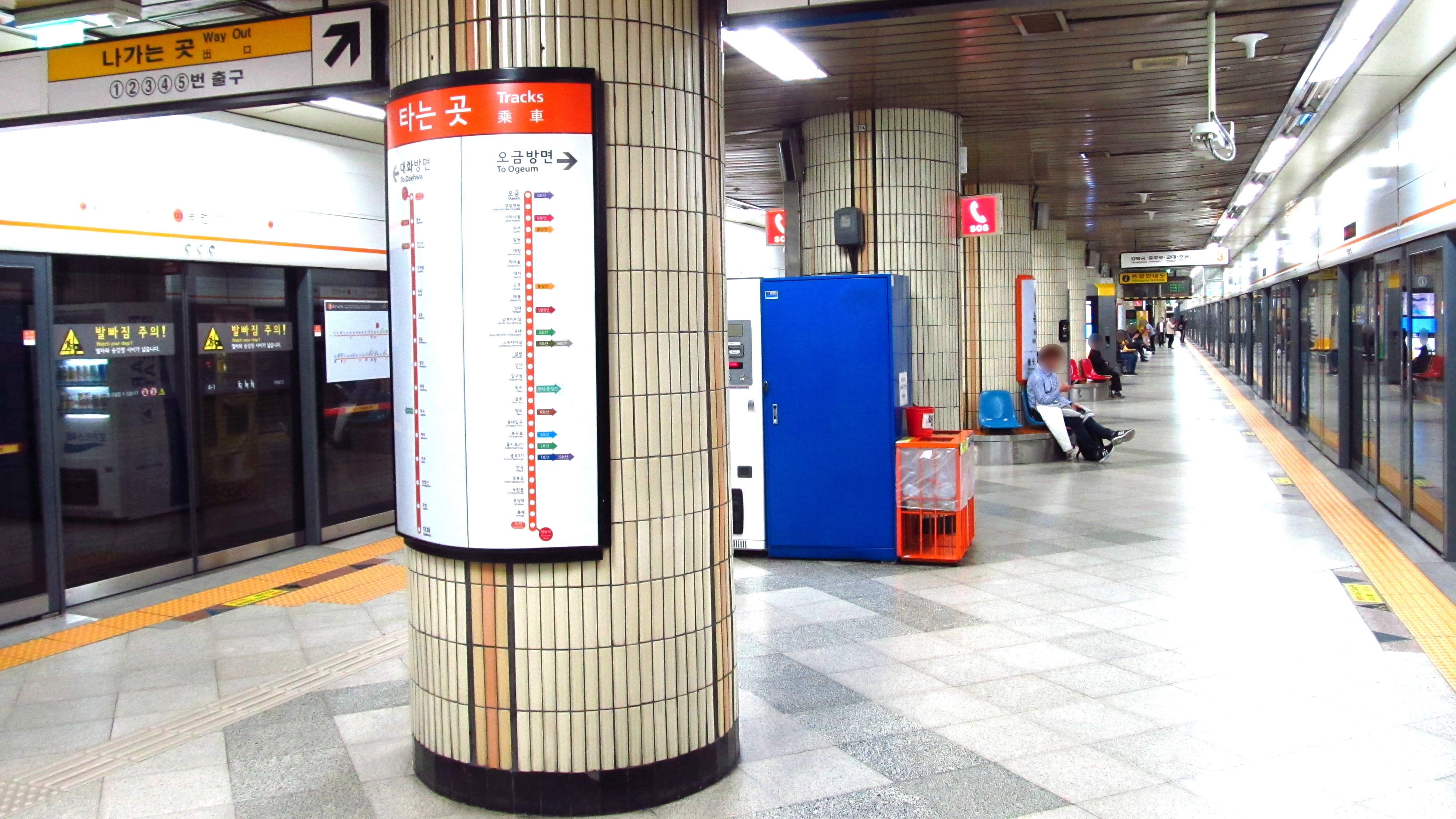
En 2019.